# Pusakajaya (Pasirkuda)
Pusakajaya is een bestuurslaag in het regentschap Cianjur van de provincie West-Java, Indonesië. Pusakajaya telt 4582 inwoners (volkstelling 2010).